# Sainte-Anne-des-Plaines
Pour les articles homonymes, voir Sainte-Anne.
Sainte-Anne-des-Plaines est une ville située dans la région administrative des Laurentides plus précisément dans la municipalité régionale de comté de Thérèse-De Blainville dans la province de Québec au Canada. Elle se situe trois mètres au-dessus du niveau moyen de la mer à environ 30 kilomètres au nord de la ville de Montréal. Ses habitants sont appelés les Anneplainois(es).

## Histoire

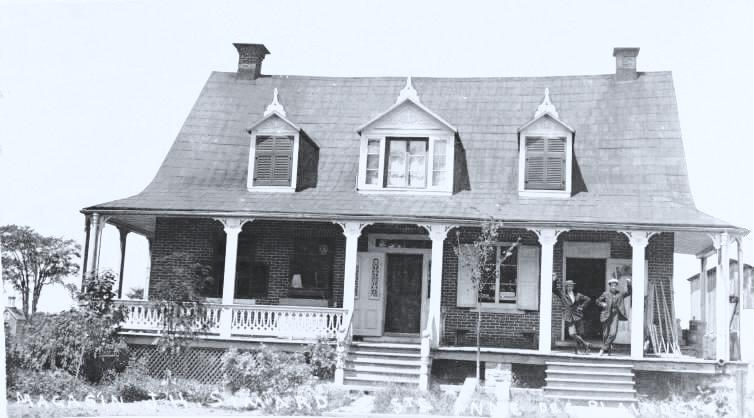
Magasin J. H. Simard, vers 1910.

Le peuplement français de cette région débute avec l’octroi par le Roi de France de la Seigneurie de Terrebonne en 1673. Le territoire actuel de Sainte-Anne-des-Plaines, issu de la Seigneurie de Terrebonne, s'ouvre à la colonisation vers 1731 par l'arrivée des premiers censitaires qui s'établissent le long de la rivière Mascouche (rivière Sainte-Marie), laquelle longe le rang Lepage. Le 19 juin 1787, un document signé par l’évêque de Québec, Jean-François Hubert, permet la construction d’une église vouée à sainte Anne dans la Seigneurie des Plaines. C’est de ce jour que date la reconnaissance officielle de la paroisse de Sainte-Anne-des-Plaines. Le premier curé a été René Coyteux. 
En 1854, le régime seigneurial est aboli. Joseph Masson a donc été le dernier seigneur à posséder et administrer le territoire de Sainte-Anne. Le 1er juillet 1855, le Parlement impérial adopte un système constitutionnel géré par des élus locaux: c'est le début des corporations municipales. À cette époque, Sainte-Anne-des-Plaines comptait 1 600 citoyens français et métis catholiques.
Le premier maire a été Léonard Lesieur Desaulnier. En 2003, pour la première fois de l’histoire de la municipalité, une femme occupe le poste de mairesse. Il s’agit de Danielle Demers-Thérien. Le 18 juillet 1987, en vertu d’un décret émis par le gouvernement du Québec, Sainte-Anne-des-Plaines obtient son statut de ville.
Une ligne de chemin de fer du Canadien Pacifique appelée Saint-Lin Jonction traverse tout le territoire dès 1877. La ligne est abolie le 1er octobre 1963. La gare, appelée station Bruchési, était située sur la rue St-Joseph. Dès 1889, Bell Telephone Company dessert la paroisse. Le premier abonné est le notaire Ferdinand Villeneuve, qui est également secrétaire-trésorier de la municipalité. Depuis, en sa mémoire, le centre de commutation de Bell Canada sur la montée Gagnon porte son nom. Un service d’aqueduc existe à la fin du XIXe siècle. L’eau était acheminée au village dans des canaux de bois à partir de sources du Trait-Carré. Un premier puits est construit en 1932 et un second en 1947. Ils sont toujours en opération sur la rue Chaumont. L’électricité fournie par la Shawinigan Water and Power Company est distribuée au village dès 1925. Des secteurs ruraux n’auront l’électricité qu’en 1940. Une partie de ce territoire a été démembrée en 1922 pour permettre la fondation de la municipalité de La Plaine, laquelle est aujourd’hui annexée à la ville de Terrebonne.

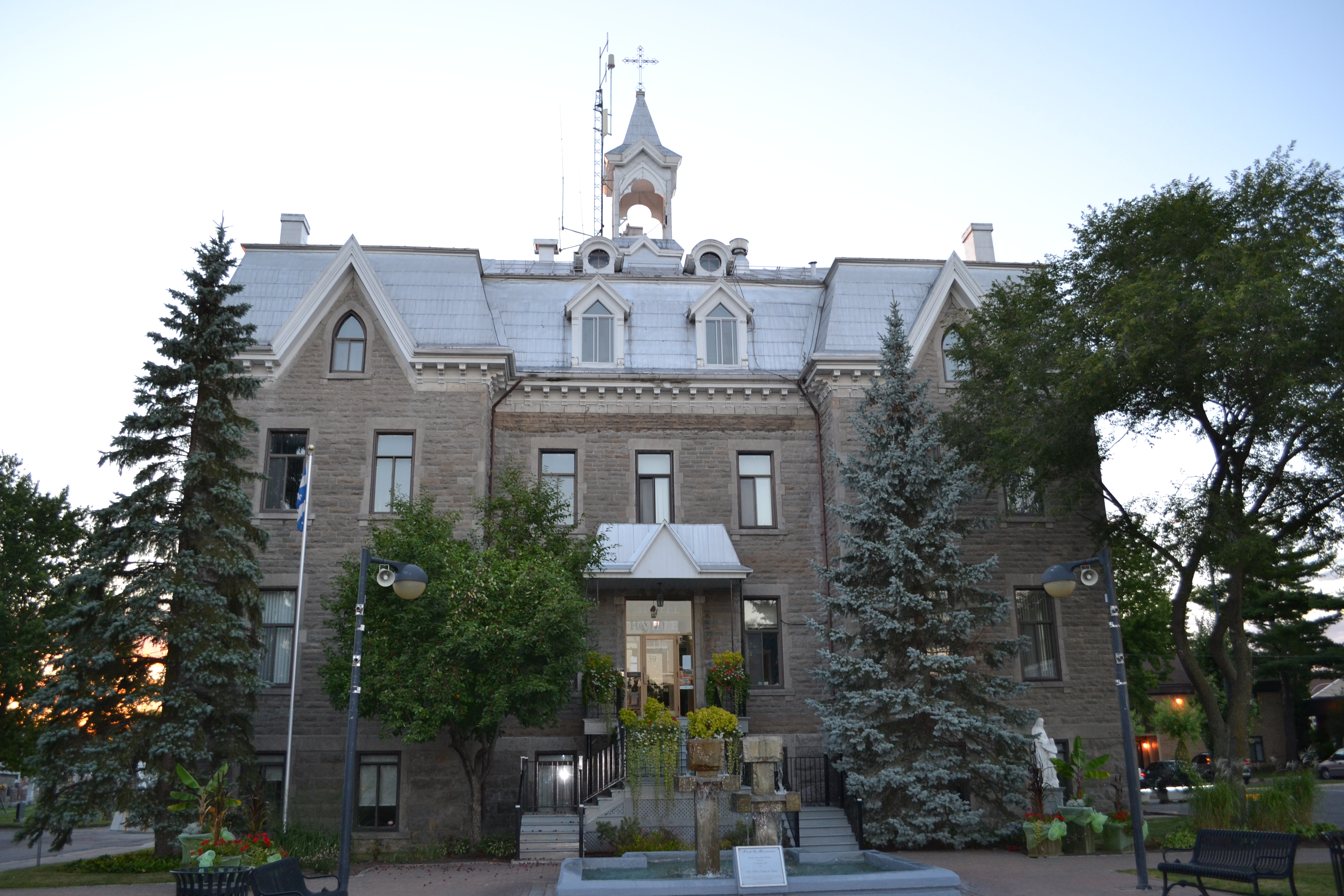
Ancien couvent des Sœurs de Sainte-Anne devenu aujourd'hui l'hôtel de ville.

Le démembrement civil, religieux et scolaire a été toutefois différent. Ainsi, pendant plusieurs années, des résidents ont payé leurs taxes municipales à la Ville de Sainte-Anne-des-Plaines, leur dîme à la paroisse de La Plaine et leurs taxes scolaires du côté du Terrebonne. En 1952, la Municipalité établit son premier Service des incendies. Une caserne est construite près de la rivière Lacorne, à l’entrée de la rue Therrien. En 1975, une entente est conclue entre les municipalités de Sainte-Anne-des-Plaines et La Plaine pour jumeler les services.
En janvier 2005, l’entente avec Terrebonne (secteur la Plaine) prend fin et le Service de sécurité incendie de Sainte-Anne-des-Plaines reprend place. En 2014, une nouvelle caserne devient nécessaire pour répondre aux nouvelles normes en vigueur et aux besoins administratifs ainsi que pour y loger les véhicules et équipements requis. Le 18 octobre 2014, la caserne est inaugurée officiellement. Elle portera le nom d'Édifice Gérard-Rivest en hommage posthume à Gérard Rivest, directeur des incendies de 1965 à 1995, qui est à l'origine de l'organisation structurée du Service des incendies à Sainte-Anne-des-Plaines au cours des années de forte croissance démographique. Le 1er juillet 1990, la ville de Sainte-Anne-des-Plaines a conclu une entente avec la ville de Terrebonne pour un service intermunicipal de police. En janvier 1995, la ville de Bois-des-Filion a adhéré à l’entente.
Depuis, c’est le Service intermunicipal de police des villes de Terrebonne, Sainte-Anne-des-Plaines et Bois-des-Filion qui œuvre sur nos territoires respectifs. En avril 1991, un service de soins ambulanciers s’établit sur notre territoire à la suite d'une entente intervenue avec le gouvernement du Québec. Aujourd'hui, c'est un poste de quartier du service de police intermunicipal de Terrebonne/Sainte-Anne-des-Plaines/Bois-des-Filion.
En août 1883, le couvent des sœurs Sainte-Anne, qui est aujourd’hui l’hôtel de ville, accueille ses premières élèves. La supérieure du couvent est alors sœur Marie-Justine. Une rue de la ville porte d’ailleurs son nom.

## Géographie
La rivière Mascouche qui délimite le sud-est de la municipalité la traverse d'ouest en est.
À partir de son crénon dans l'est de la municipalité la rivière Saint-Pierre coule vers l'est.

## Démographie
| 1996   | 2001   | 2006   | 2011   | 2016   | 2021   |
| ------ | ------ | ------ | ------ | ------ | ------ |
| 12 908 | 12 908 | 13 001 | 14 535 | 14 421 | 15 221 |

## Administration
Les élections municipales se font en bloc et suivant un découpage de six districts.
| Sainte-Anne-des-Plaines Maires depuis 2003                                                                           |                         |         |          |
| Élection | Maire                   | Qualité | Résultat |
| 2003 | Danielle Demers-Thérien |         | Voir     |
| 2005 | Catherine Collin        |         | Voir     |
| 2009 | Guy Charbonneau         |         | Voir     |
| 2013 | Guy Charbonneau         | Voir    |          |
| 2017 | Guy Charbonneau         | Voir    |          |
| 2021 | Julie Boivin            |         | Voir     |
| Élection partielle en italique Depuis 2005, les élections sont simultanées dans toutes les municipalités québécoises |                         |         |          |

## Climat
Le climat de la ville est continental humide. Les hivers sont froids avec beaucoup de précipitations de neige et les étés sont chauds et humides.

## Éducation
La ville possède plusieurs établissements scolaires francophones du Centre de services scolaire de la Seigneurie-des-Mille-Îles.
- École de l'Harmonie-Jeunesse (1997)[6]
- École des Moissons (1962)[7]
- École du Bois-Joli (1985)[8]
- École secondaire du Harfang
  - Pavillon du Harfang (1995)
  - Pavillon Saint-François (1960)

La Commission scolaire Sir-Wilfrid-Laurier administre les écoles anglophones:
- Pierre Elliott Trudeau Elementary School à Blainville (2001)[9]
- McCaig Elementary School à Rosemère (1956)
- Rosemere High School à Rosemère (1963)[10]

## Attraits
Sainte-Anne-des-Plaines est reconnue au niveau de l'agriculture et aussi au niveau de l'acériculture.
Il y a la cabane à sucre Le Chalet des Érables qui est un grand attrait touristique de cette ville, la cuisine québécoise classique liée à l'acériculture y est servie, il est possible de se promener en calèche et il y a un petit chemin de fer avec un train miniature pour les enfants, etc. ce lieu possède même sa propre église.
La ville est aussi reconnue au niveau sportif. La ville a son propre club de soccer, Les Satellites, et il y a des équipes qui ont été médaillés d'or à plusieurs reprises. La ville a aussi un club de Golf nommé Le Champêtre.
Le festival d'Halloween de Sainte-Anne-des-Plaines, créé par Gérard Charlebois, a longtemps été une grande attraction (parade, grange hantée, concours de décoration de maison, exposition de citrouilles, etc.) Le festival attirait beaucoup de touristes, mais ce festival a cessé d'exister depuis 2005,.
La ville a aussi 2 campings, le Camping Sainte-Anne et le camping Lac-des-Plaines.

## Pénitencier fédéral
La ville abrite également 2 pénitenciers fédéraux établissements correctionnels du Canada. L'établissement Archambault comprend deux unités, l'une à sécurité minimale l'autre à sécurité moyenne. Le centre régional de réception est à sécurité maximum. Toutes les sentences sont d'une durée de deux ans et plus, renfermant principalement des individus reconnus comme étant des délinquants importants,,.

## Jumelage
- La ville est jumelée avec la commune française de Neuville-en-Ferrain.